# Ahmad Batebi

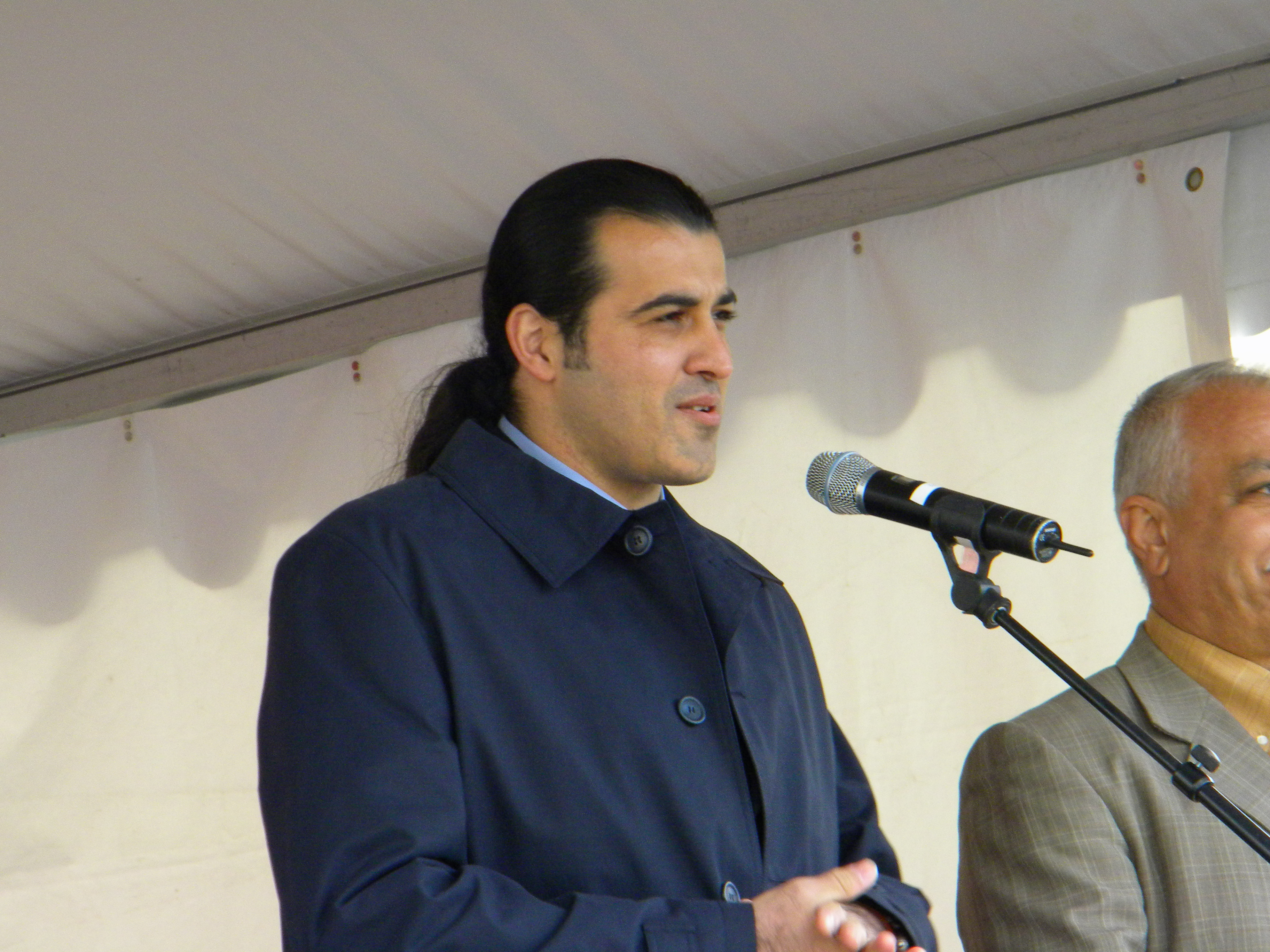
Ahmad Batebi

Ahmad Batebi (persisch احمد باطبی; * 25. Juli 1977 in Schiraz, Iran) ist ein derzeit in den USA lebender iranischer Menschenrechtsaktivist.
Während seines Studiums an der Universität Teheran erlangte er internationalen Ruhm, als er in der Folge der blutig niedergeschlagenen Studentenproteste am 17. Juli 1999 im britischen Wochenmagazin The Economist die Titelseite zierte, ein T-Shirt hochhaltend mit dem Blut eines anderen Demonstranten befleckt.
Dieses Bild wurde bis heute Verwendung findend ein Symbol für die reformorientierte iranische Studentenbewegung. Die damaligen Studentenproteste begannen am 9. Juli 1999 in Teheran mit friedlichen Demonstrationen gegen das Verbot der reformorientierten Zeitung „Salam“. In der folgenden Nacht gab es durch staatliche Sicherheitskräfte ein Angriff auf ein Studentenwohnheim, wo die Drahtzieher der Demonstration vermutet wurden. Ein Student wurde dabei getötet. Das löste weitere Demonstrationen und schwere Ausschreitungen aus, die sechs Tage währten. Weitere drei Studenten wurden dabei getötet, 200 Personen wurden verletzt. Der Fotojournalist Jamshid Bayrami von der iranischen Zeitung Jame'e schoss im Rahmen dieser Auseinandersetzung zwischen Studenten staatlichen Sicherheitskräften das Foto von Batebi mit dem T-Shirt eines Freundes, der gerade von Sicherheitskräften brutal geschlagen wurde. Dieses wurde schließlich dem Magazin The Economist zugeleitet.
Batebi wurde nach der Veröffentlichung festgenommen und in einem Gerichtsprozess unter Ausschluss der Öffentlichkeit wegen „Gefährdung der nationalen Sicherheit“ und „Unterstützung regierungsfeindlicher Propaganda“ zum Tode verurteilt. Nach massiven nationalen wie internationalen Protesten verschiedener Menschenrechtsgruppen und Regierungen gegen das Todesurteil wurde das Strafmaß auf 15 Jahre Haft reduziert. Nach einer Berufung gegen das Urteil reduzierte Staatsoberhaupt Seyyed Ali Chamene'i es letztendlich noch einmal auf 10 Jahre.
Aus der Haft im Evin-Gefängnis heraus wurde er 2006 nach Folter und Misshandlungen, sowie einem zeitweiligen Hungerstreik, gesundheitlich stark geschwächt zur medizinischen Behandlung vorübergehend in ein Krankenhaus verlagert, von wo ihm mit Unterstützung des Untergrund-Netzwerks der Demokratischen Partei Kurdistan-Iran die Flucht in den Irak gelang. Seit dem 24. Juli 2008 lebt er in den USA, wo ihm die Regierung Asylstatus gewährte.
Er arbeitet heute als Fotograf und Journalist, koordiniert von den USA aus als Sprecher einer Organisation von Exil-Iranern Aktivitäten gegen Menschenrechtsverletzungen.